# 太极实业
31°35′43″N 120°17′23″E / 31.59530°N 120.28975°E
无锡市太极实业股份有限公司，簡稱无锡市太极实业股份、无锡市太极实业，以及太极实业（英語：Wuxi Taiji Industry Co., Ltd.，上交所：600667）是一家中国化工纤维公司。

## 历史
在1966年，由無錫市政府成立前身「无锡市第一合成纤维厂」和「无锡市第二合成纤维厂」。1987年，兩家公司合併更名「无锡市合成纤维总厂」。控股公司為无锡产业发展集团有限公司。1993年，改組為「无锡市太极实业股份有限公司」。同年7月28日於上海證券交易所上市，根據新浪網所提出資料，發行定價為3.6元人民幣，配售股份為1.934億股，而集資額為7億元人民幣，其業務經營半导体封装检测以及化纤帘帆布生产，董事長趙振元。
2017年3月9日，該公司位於合肥经开区长鑫506项目开工，主要用作芯片设计、封装测试等。

## 外部連結
- wxtj.com（页面存档备份，存于）